# Shinobu Akiyama
Shinobu Akiyama (1957 -  ) é um botânico japonês.

## Obras
- A revision of the genus Lespedeza section Macrolespedeza (leguminosae), University Museum, University of Tokyo, 1988.